# 빌리빈 뮤직의 음반
아래는 빌리빈 뮤직의 음반 목록이다.

## 2010년대
- 2015년 9월 23일 스타쿠킹버그(star cooking berg) - [Digital Single] 그대 나에겐
- 2015년 11월 23일 스타쿠킹버그(star cooking berg) - [Digital Single] LOOK (with 오하윤)
- 2015년 12월 7일 스타쿠킹버그(star cooking berg) - Depart
- 2015년 12월 24일 로제 - [Digital Single] 겨울달
- 2016년 3월 3일 로제 - [Digital single]그냥
- 2016년 3월 16일 연희다방 - [Digital Single] 콧수염
- 2016년 5월 18일 연희다방 - [Digital Single] 동동
- 2016년 7월 6일 달어쿠스틱 (Dalacoustic), 스타쿠킹버그(star cooking berg) - Kimbilly
- 2016년 6월 10일 연희다방 - [Digital Single] 유성
- 2017년 2월 27일 연희다방 - [Mini Album] 신축빌라
- 2017년 6월 27일 연희다방 - [Mini Album] 하루
- 2017년 11월 30일 서자영(seojayeong) - [Digital Single] 새벽램프
- 2018년 1월 20일 서자영(seojayeong) - [Digital Single] 환상
- 2018년 2월 21일 서자영(seojayeong) - [Digital Single] 계절이 바뀌는 것처럼